# Gourcy
Gourcy é uma cidade burquinense, capital da província de Zondoma. Em 2012, sua população era estimada em 30 656 habitantes.